# Tamias panamintinus
Tamias panamintinus är en däggdjursart som beskrevs av Clinton Hart Merriam 1893. Den ingår i släktet jordekorrar och familjen ekorrar. Arten förekommer i bergen i västra USA.

## Underarter
Inga underarter finns listade i Catalogue of Life, medan bland andra Wilson och Reeder listar två underarter:
- T. panamintinus panamintinus
- T. panamintinus acrus

## Beskrivning
Sommarpälsen är brungul med grå bakdel. Längs rygg och sidor går mörka strimmor; mittstrimman är ljusare, brunaktig. Hjässan är ljusgrå, och huvudet har korta, mörka strimmor. Vinterpälsen är längre, mjukare, gulare och med otydligare strimmor. Underarten T. panamintinus acrus är mindre, och med mera brunaktiga sidor. Huvudet är också något kortare än hos T. panamintinus panamintinus. Hanens medellängd är 11,8 cm, honans 11,9 cm. Vikten ligger mellan 74 och 105 g.

## Ekologi
Arten lever i bergsskogar med tall och en på höjder mellan 1 230 och 3 180 m. Den föredrar habitat med tunt jordtäcke på en grund av granitklippor och med buskage, stenar, klippor och omkullfallna trädstammar den kan söka skydd under. Den tål varmare och torrare lokalklimat än andra jordekorrar, även om den under sommaren söker skydd under klipputsprång under den varmaste tiden på dagen. Den föredrar att äta sin föda från utsiktspunkter i terrängen med klar sikt. Arten förefaller inte sova vintersöämn, åtminstone inte under längre perioder: Den kan ofta ses i det fria under milda vinterdagar. Däremot lägger den upp matförråd under vintern som de flesta jordekorrar. Likt alla jordekorrar hävdar arten revir, som skyddas speciellt aggressivt under parningstiden.

### Föda och predation
Stapelfödan utgörs av frön, men arten äter även frukter (inte minst enbär), gröna växtdelar, lavar, bark och leddjur. Även as kan förtäras. Den dricker vatten om den har tillgång till det, men detta är inte nödvändigt, eftersom vattenbehovet täcks av födan.
Själv utgör arten föda åt prärievarg, rödlo, vesslor, rävar och falkfåglar.

### Fortplantning
Inte mycket är känt om artens parningsförhållanden. Den leker mellan mars och maj; efter omkring 36 dygns dräktighet föder honan under sena maj till juni mellan 3 och 9 ungar (vanligen 4 till 6), som dias i omkring 5 veckor. De blir sannolikt könsmogna i tid för nästa års parningssäsong.

## Utbredning
Utbredningsområdet utgörs av bergen i sydöstra Kalifornien och sydvästra Nevada i USA.

## Status
IUCN kategoriserar arten globalt som livskraftig, och populationen är stabil. Inga hot är listade.